# The Face (Anh mùa 1)
The Face UK mùa 1 là mùa đầu tiên của chuỗi cuộc thi người mẫu truyền hình thực tế của Anh, dựa trên phiên bản Mỹ với cùng format. Loạt phim này theo chân ba huấn luyện viên siêu mẫu Caroline Winberg, Erin O'Connor và Naomi Campbell khi họ cạnh tranh với nhau để tìm ra 'gương mặt đại diện' của Max Factor, một trong những nhà bán lẻ làm đẹp hàng đầu tại Vương quốc Anh. Bộ phim được công chiếu vào ngày 30 tháng 9 năm 2013, trên Sky Living.

## Thể lệ
Các thí sinh tham gia chương trình phải tự đăng ký trước trực tuyến và được khuyến khích tham gia các cuộc gọi casting mở hoặc gửi video và đơn đăng ký. Chương trình yêu cầu tất cả các thí sinh phải từ 18 tuổi trở lên tại thời điểm thử giọng để đủ điều kiện tham gia chương trình. Những người dự thi từ bất kỳ quốc gia nào trên thế giới đều có thể đăng ký, miễn là họ có tất cả các tài liệu bắt buộc để ở lại Vương quốc Anh trong suốt thời gian diễn ra chuỗi sự kiện. Những người có kinh nghiệm làm người mẫu không được tham gia bất kỳ chiến dịch quốc gia nào trong vòng năm năm qua.

## Thí sinh
(Lưu ý: Tính tuổi khi bắt đầu tham gia chương trình)
| Thí sinh         | Tuổi | Chiều cao               | Quê quán          | Huấn luyện viên | Loại vào tập | Hạng |
| ---------------- | ---- | ----------------------- | ----------------- | --------------- | ------------ | ---- |
| Jessica Martin   | 24   | 1,70 m (5 ft 7 in)      | London            | Naomi           | Tập 2        | 12   |
| Natalie Ward     | 18   | 1,74 m (5 ft 8+1⁄2 in)  | Bournemouth       | Erin            | Tập 3        | 11   |
| Chloe Jasmine    | 23   | 1,74 m (5 ft 8+1⁄2 in)  | London            | Naomi           | Tập 4        | 10   |
| Brooke Theis     | 19   | 1,80 m (5 ft 11 in)     | Haslemere         | Caroline        | Tập 5        | 9    |
| Nina Strauss     | 20   | 1,75 m (5 ft 9 in)      | Stockholm, Sweden | Caroline        | Tập 6        | 8    |
| Nina Sethi       | 23   | 1,84 m (6 ft 1⁄2 in)    | Lytham St Annes   | Erin            | Tập 7        | 7    |
| Sienna King      | 19   | 1,79 m (5 ft 10+1⁄2 in) | London            | Erin            | Tập 7        | 6-5  |
| Racquel Smith    | 22   | 1,80 m (5 ft 11 in)     | Kingston, Jamaica | Naomi           | Tập 7        | 6-5  |
| Nadine Mendes    | 20   | 1,80 m (5 ft 11 in)     | London            | Caroline        | Tập 8        | 4    |
| Eleanor Corcoran | 20   | 1,74 m (5 ft 8+1⁄2 in)  | Brentwood         | Caroline        | Tập 8        | 3-2  |
| Eliane Nturo     | 20   | 1,76 m (5 ft 9+1⁄2 in)  | Bolton            | Erin            | Tập 8        | 3-2  |
| Emma Holmes      | 18   | 1,80 m (5 ft 11 in)     | Canterbury        | Naomi           | Tập 8        | 1    |

## Danh sách các tập

### Tập 1: Tuần Một
Được phát sóng lần đầu tiên vào ngày 30 tháng 9 năm 2013
Cố vấn người mẫu Caroline Winberg, Erin O'Connor, và Naomi Campbell đã kích hoạt cuộc thi. Sau hàng loạt thử thách, các siêu mẫu chọn ra đội mà họ tin rằng sẽ dẫn họ đến chiến thắng. Người chiến thắng cuộc thi sẽ trở thành gương mặt mới nhất của Max Factor.

### Tập 2: Tuần 2
Phát sóng lần đầu ngày 7 tháng 10 năm 2013
Mười hai người mẫu cuối cùng chuyển vào căn gác xép mới của họ, và các cô gái sau đó được thử thách trong một thử thách tạo dáng do Naomi Campbell giám sát. Đối với rào cản cuối cùng, họ phải tạo dáng cùng đồng đội của mình trong một shoot hình do Ellen von Unwerth chụp cho tạp chí iD. Các đội thua mỗi đội phải cử một trong số các thành viên của họ bị loại, và sau khi một trong những người mẫu của cô ấy bị loại khỏi cuộc thi, một trong các huấn luyện viên hứa rằng cô ấy sẽ được đồng đều.
- Huấn luyện viên và đội chiến thắng: Caroline Winberg
- Nhóm hai: Jessica Martin và Elaine Nturo
- Bị loại: Jessica Martin

### Tập 3: Tuần 3
Phát sóng lần đầu ngày 14 tháng 10 năm 2013
Các cố vấn đưa người mẫu của họ vào phần thi với thử thách catwalk, trong đó họ phải đội những chiếc mũ lạ và kỳ dị. Một người mẫu bị khiển trách vì diễn quá sung trên sân khấu. Cuối tuần đó, mỗi đội chiến đấu để giành chiến thắng trong chiến dịch giúp họ không bị loại khỏi phòng loại: một chương trình đường băng cho TheOutnet.com. Người cố vấn của các đội thua cuộc một lần nữa phải chỉ định một thành viên của họ bị loại, và một người có hy vọng khác sẽ bị loại khỏi cuộc thi.
- Huấn luyện viên và đội chiến thắng: Caroline Winberg
- Nhóm hai: Chloe Jasmine và Natalie Ward
- Bị loại: Natalie Ward

### Tập 4: Tuần 4
Lần đầu tiên phát sóng ngày 21 tháng 10 năm 2013
Đối với lớp học chính, các mô hình được thử thách để cung cấp các tư thế năng động trong khi nhảy trên không. Mỗi đội một lần nữa phải chiến đấu để đảm bảo an toàn cho tất cả các thành viên của mình trong cảnh quay Marks & Spencer trong trang phục nội y. Giám khảo khách mời Rosie Huntington-Whiteley quyết định người chiến thắng trong chiến dịch sẽ là ai. Sau khi bị loại, một trong những người cố vấn đã chỉ trích các người mẫu của cô ấy vì đã cho phép họ cãi nhau khiến họ phải trả giá bằng một thành viên trong nhóm.
- Huấn luyện viên và đội chiến thắng: Caroline Winberg
- Nhóm hai: Chloe Jasmine & Nina Sethi
- Bị loại : Chloe Jasmine

### Tập 5: Tuần 5
Phát sóng lần đầu ngày 28 tháng 10 năm 2013
Erin O'Connor đưa kỹ năng diễn xuất của mỗi cô gái vào bài kiểm tra trong lớp học chính. Đối với chiến dịch, mỗi cố vấn phải tạo kiểu cho các cô gái trong một quảng cáo cho thương hiệu xe hơi sang trọng Maserati. Kỉ lục chiến thắng của Đội Caroline cuối cùng đã bị phá vỡ bởi đội Naomi sau khi Emma và Racquel cố gắng gạt bỏ những khác biệt của họ để lấy lại tinh thần cho đội của họ. Trong quá trình loại trừ, Caroline và Erin phải để số phận của một trong những người mẫu của họ vào tay của Naomi Campbell.
- Huấn luyện viên và đội chiến thắng: Naomi Campbell
- Cuối cùng: Brooke Theis và Elaine Nturo
- Bị loại: Brooke Theis

### Tập 6: Tuần 6
Phát sóng lần đầu ngày 4 tháng 11 năm 2013
Các người mẫu còn lại được thử thách xếp một bộ trang phục trong bốn phút. Chiến dịch này đòi hỏi họ phải tham gia vào một cuộc phỏng vấn được thực hiện bởi Gordon thông minh, phóng viên và biên tập viên của Mặt trời cột nổi tiếng của Bizarre. Sau đó, họ được gửi đến Harvey Nichols ở London, nơi họ phải chọn trang phục để mặc tại một sự kiện thảm đỏ. Người chiến thắng trong nhiệm vụ được chọn bởi những người phỏng vấn dựa trên khả năng trả lời những câu hỏi hóc búa của họ.
- Huấn luyện viên và đội chiến thắng: Naomi Campbell
- Cuối cùng: Nina Strauss & Nina Sethi
- Bị loại: Nina Strauss

### Tập 7: Tuần 7
Phát sóng lần đầu ngày 11 tháng 11 năm 2013
Nó khởi hành đến Pháp khi cuộc thi tiến đến Paris cho chiến dịch Longchamp, nơi một trong những người hy vọng được đưa về nhà sớm hơn dự kiến. Sau chiến dịch, một trong những người mẫu đảm bảo an toàn cho cô ấy trong một tuần nữa. Trở lại Anh, cả ba cố vấn mỗi người phải chọn một cô gái đi tiếp vào đêm chung kết.
- Huấn luyện viên và đội chiến thắng: Nadine Mendes (Đội Caroline)
- Nhóm bốn: Emma Holmes, Elaine Nturo, Racquel Smith và Sienna King
- Bị loại: Racquel Smith & Sienna King
- Bị loại ngoài phòng loại: Nina Sethi

### Tập 8: Tuần 8
Phát sóng lần đầu ngày 18 tháng 11 năm 2013
- Huấn luyện viên và đội chiến thắng: Naomi Campbell
- Á quân: Eleanor Corcoran & Elaine Nturo
- Bị loại: Nadine Mendes
- The Face UK: Emma Holmes

## Thứ tự loại trừ
| Team Caroline | Team Erin | Team Naomi |

| Emma     | Qua | Qua       | Qua       | Qua       | Thắng     | Thắng     | Nguy hiểm    | Qua  | The Face |  |  |  |  |  |  |  |  |  |  |  |  |  |  |  |
| Eleanor  | Qua | Thắng     | Thắng     | Thắng     | Qua       | Qua       | Thắng        | Qua  | Về nhì   |  |  |  |  |  |  |  |  |  |  |  |  |  |  |  |
| Eliane   | Qua | Nguy hiểm | Qua       | Qua       | Nguy hiểm | Qua       | Nguy hiểm    | Qua  | Về nhì   |  |  |  |  |  |  |  |  |  |  |  |  |  |  |  |
| Nadine   | Qua | Thắng     | Thắng     | Thắng     | Qua       | Qua       | Thắng        | Loại |          |  |  |  |  |  |  |  |  |  |  |  |  |  |  |  |
| Racquel  | Qua | Qua       | Qua       | Qua       | Thắng     | Thắng     | Loại         |      |          |  |  |  |  |  |  |  |  |  |  |  |  |  |  |  |
| Sienna   | Qua | Qua       | Qua       | Qua       | Qua       | Qua       | Loại         |      |          |  |  |  |  |  |  |  |  |  |  |  |  |  |  |  |
| Nina Se. | Qua | Qua       | Qua       | Nguy hiểm | Qua       | Nguy hiểm | Loại cá biệt |      |          |  |  |  |  |  |  |  |  |  |  |  |  |  |  |  |
| Nina St. | Qua | Thắng     | Thắng     | Thắng     | Qua       | Loại      |              |      |          |  |  |  |  |  |  |  |  |  |  |  |  |  |  |  |
| Brooke   | Qua | Thắng     | Thắng     | Thắng     | Loại      |           |              |      |          |  |  |  |  |  |  |  |  |  |  |  |  |  |  |  |
| Chloe    | Qua | Qua       | Nguy hiển | Loại      |           |           |              |      |          |  |  |  |  |  |  |  |  |  |  |  |  |  |  |  |
| Natalie  | Qua | Qua       | Loại      |           |           |           |              |      |          |  |  |  |  |  |  |  |  |  |  |  |  |  |  |  |
| Jessica  | Qua | Loại      |           |           |           |           |              |      |          |  |  |  |  |  |  |  |  |  |  |  |  |  |  |  |

     Chiến thẳng thử thách nhóm.
     Thí sinh vào phòng loại.
     Thí sinh bị loại.
     Thí sinh bị loại cá biệt.
     Á quân.
     The Face.
- Tập 1 là tập casting. Mười hai cuối cùng được chia thành các đội riêng lẻ gồm bốn người khi họ được chọn.

- Trong tập 7, Nina Sethi đã bị loại ra ngoài phòng loại trừ sau khi thể hiện kém nhất trong một thử thách. Sáu mô hình khác đều vẫn an toàn.

Nadine đã giành chiến thắng trong chiến dịch cá nhân, tự động tiến vào đêm chung kết. Caroline, Erin và Naomi được phép chọn bất kỳ một thí sinh nào để tiến vào đêm chung kết từ năm người mẫu còn lại. Caroline chọn Eleanor, Erin chọn Elaine, và Naomi chọn Emma.
- Trong tập 8, Emma, Eleanor và Elaine được đưa vào chương trình đường băng cuối cùng trong khi Nadine bị loại.

## Thử thách
- Tập 1: Ảnh đẹp tự nhiên; 'Chuyển đổi' do Tự quản lý (Truyền)
- Tập 2: Các cô gái trong nhóm của tạp chí iD Magazine
- Tập 3: Chương trình đường băng quay vòng cho TheOutnet.com
- Tập 4: Đồ lót Marks & Spencer trong đội
- Tập 5: Quảng cáo Maserati tương lai
- Tập 6: Giải thưởng Phụ nữ quyến rũ của năm trên thảm đỏ
- Tập 7: Chiến dịch Longchamp ở Paris
- Tập 8: Ảnh đẹp & quảng cáo của Max Factor